# ユニバーサルチャンネル
ユニバーサル チャンネル（Universal Channel）は、かつて衛星役務利用放送事業者のNBCユニバーサルグローバル・ネットワークス・ジャパンが運営していた海外ドラマ・映画専門チャンネル。
実際のチャンネル運営はFOXインターナショナル・チャンネルズ（現・FOXネットワークス）に委託していた。

## 概要
- 2010年4月1日に放送開始（SCI FI（サイファイチャンネル）からチャンネル名称を変更）。
- ユニバーサル チャンネル日本公式サイトの下ページにFOXチャンネル・放送事業者と同じNBCユニバーサル傘下のジェネオン・ユニバーサル・エンターテイメント（現・NBCユニバーサル・エンターテイメント）と理由は不明だがヴィヴェンディ傘下のユニバーサルミュージックのリンクロゴバナーがある[3]。
- 2013年3月31日をもって当チャンネルの放送を終了した。